# Dragon Quest V : La Fiancée céleste
Dragon Quest V (ドラゴンクエストV 天空の花嫁, Doragon Kuesuto Faibu Tenkū no Hanayome) est un jeu vidéo de rôle développé par Chunsoft pour Enix. Il sort sur Super Famicom en septembre 1992 au Japon.
Le jeu bénéficie d'un remake en 3D développé par ArtePiazza et Matrix Software qui sort sur PlayStation 2 en mars 2004 au Japon. Un second remake est développé par ArtePiazza et Cattle Call pour la console portable Nintendo DS. Cette version sort en juillet 2008 au Japon puis en février 2009 en Occident dans une version traduite (anglais, allemand, espagnol, français ou italien selon les territoires). À cette occasion, le jeu est renommé Dragon Quest : La Fiancée céleste dans sa version française.

## Trame

### Synopsis
Le héros est le fils du roi Papas (Petros dans la version française) de Gotha. 
On lui raconte que sa mère est morte à la suite de l'accouchement. À la suite de cet évènement tragique, le roi Petros part avec son fils découvrir le monde. Le jeu commence alors que notre héros n'a que six ans. Le roi Petros est devenu le tuteur du prince Harry de Reinhart qui se fait enlever par des bandits. Il sera sauvé sans trop de difficultés mais sera de nouveau enlevé en compagnie de notre héros. Petros est tué par l'un des ravisseurs. Avant de mourir, Petros apprend à son fils que sa mère est toujours vivante, capturée par des vilains voulant se servir de son pouvoir spécial et qu'il cherchait des indices pour la retrouver. Après avoir vécu la mort tragique de son père, notre héros et Harry deviennent des esclaves et travaillent pendant dix ans à la construction d'un palais gigantesque. Après quoi, ils parviennent à s'échapper. Afin de rendre hommage à son père, le héros parcourra le monde pour retrouver sa mère et découvrir les sombres histoires qui ternissent ce monde. 

## Personnages
- Le Héros : Vous êtes un innocent petit garçon au cœur pur, présentant une affinité inhabituelle avec les monstres. En grandissant, vous deviendrez grand et fort, aussi brave qu'un clan de lions tout entier. Quel destin peut bien attendre un homme tel que celui-là...?
- Petros : Votre père, il vous accompagne tout au long de votre enfance. Il est doté d'une force extraordinaire et de pouvoirs magiques. Mais d'où ceux-ci peuvent-ils bien provenir ?
- Bianca : L'une de vos plus anciennes amies, elle est dotée d'une personnalité enjouée et d'une curiosité débordante. En grandissant, la petite fille se transforme en une divine jeune femme. Mais quel peut bien être l'étonnant secret qu'elle cache ?
- Killer panther/ panthère tueur : Le monstre à l’apparence d’un léopard s’attache au héros et à Bianca après s’être fait sauver des enfants qui le maltraitaient. À l’ère adulte du héros, on le retrouve dans une grotte protégeant l’épée de Petros (Papas) et il intègre l’équipe après avoir reconnu le héros. Contrairement aux autres monstres, on ne peut pas le renommer ou s’en séparer.
- Sancho : Cet individu chaleureux et d'une grande sensibilité est entièrement dévoué à Petros et le servira fidèlement jusqu'à la fin, aussi amère soit-elle. Tandis que votre père et vous parcourez le monde, Sancho reste au village pour garder votre maison.

## Système de jeu
Dans le monde , le personnage se déplace librement sur la carte en prenant compte les éléments naturels (montagnes, mers) et rencontre aléatoirement des monstres .
Le système de combat est basé sur le tour par tour . L'ordre d'attaque est influencé par l'agilité du personnage. Chaque ennemi et personnage possède une barre de points de vie (PV ou HP en anglais) et une barre de points de magie (PM ou MP en anglais). Si un joueur n'a plus de points de vie , c'est la mort (les personnages peuvent revivre dans les églises moyennant finances, en utilisant le sort vie ou objets). Les personnages peuvent maîtriser de la magie et chaque utilisation entraîne une consommation de PM .
Les villages permettent de se reposer à l'auberge , d'acheter de l'équipement aux magasins ou de sauvegarder la progression à l'église.

## Accueil

### Ventes
Le jeu s'est vendu à plus de 2,8 millions d'exemplaires sur Super Nintendo au Japon.

## Équipe de développement
- Réalisateur : Manabu Yamana
- Scénario : Yuji Horii
- Développeurs : Yuji Horii, Manabu Yamana et Yukinobu Chida
- Game Design : Yuji Horii
- Character Design : Akira Toriyama
- Musiques : Kōichi Sugiyama
- Chef programmeur : Kenichi Masuta, Togo Narita
- Chef designer graphismes : Satoshi Fudaba
- Superviseur : Kōichi Nakamura
- Producteur : Yukinobu Chida

## Particularités
- L'histoire prend place sur près de 20 ans et trois générations d'une même famille de héros.
- Les monstres peuvent être recrutés par le joueur.
- Vous avez la possibilité de choisir votre fiancée parmi trois femmes.
- L'anime Fly s'est achevé quelques jours avant sa sortie.
- L'histoire sert de base au scénario du film d'animation Dragon Quest: Your Story, sorti en 2019.